# HUGtto! Pretty Cure
HUGtto! Pretty Cure  (ＨＵＧっと！プリキュア Hagutto! Purikyua?) es la decimoquinta temporada del anime japonés Pretty Cure, creado por Izumi Todo y producida por Toei Animation. Se estrenó el 4 de febrero del 2018, sustituyendo a Kirakira PreCure a la Mode, regresando a las peleas físicas que fueron dejadas de lado en la temporada anterior. Esta fue la primera temporada en utilizar palabras francesas en los nombres de las Pretty Cure. Su temática son las profesiones, el destino y el futuro.

## Argumento
Hana Nono, de 13 años. Una chica que aspira a ser vista como madura, está comenzando en su nueva escuela secundaria en la ciudad de Hagukumi cuando se encuentra con una extraña bebé llamada "Hugtan" y un hada parecida a un hámster llamado "Harry Harryham", que caen sobre ella desde el cielo. En medio del encuentro, Hana descubre que los dos están siendo perseguidos por la Corporación Criasu (Corporación Mañana Oscuro), un conglomerado de personas malvadas del futuro que busca el poder del Mirai Crystal de Hugtan (ミライクリスタル, Mirai Kuristaru) para alterar el presente y adaptarlo a sus necesidades. El deseo de Hana de proteger a Hugtan hace que obtenga su propio Mirai Crystal y PreHeart, que la transforma en Cure Yell, la Pretty Cure del Buen Animo. Junto con sus las nuevas compañeras: Saaya Yakushiji, Homare Kagayaki, Emiru Aisaki y Ruru Amour, Hana y sus amigas se convierten en las Huggto! Pretty Cure para proteger el futuro de todos.

## Personajes

### Pretty Cures
Hana Nono (野乃 はな Nono Hana?) / Cure Yell (キュアエール Kyua Ēru?)
Seiyu: Rie Hikisaka
La protagonista principal. Una chica de, inicialmente, 13 años y estudiante transferida de primer año de secundaria en L'Avenir Academy. Antes de transferirse a la Academia L'Avenir, era amiga de Eri, una chica de su escuela secundaria y trataba de defenderla del bullying que sufría. Como resultado, ella comenzó a recibir bullying en lugar de Eri, quedando aislada y siendo objetivo de acoso escolar fuerte, siendo transferida de escuela. Está dispuesta a intentar cualquier cosa, pero a menudo comete errores. Espera ser vista como madura, pero su naturaleza enérgica generalmente la hace parecer infantil. Como Cure Yell, tiene un motivo de porrista y los gritos, y es conocida como la Pretty Cure del Buen Animo, y su color temático es el rosa. Ella se presenta diciendo "¡Animando a todos! La Pretty Cure del Buen Animo! Cure Yell!" (みんなを応援！元気のプリキュア！キュアエール！ Min'na wo Ōen! Genki no Purikyua! Kyua Ēru!?). Posteriormente se revelaría que su futuro trágico y las motivaciones del líder de la Corpotación Criasu están relacionadas al futuro de Hana. Al final, para el 2030, Hana se casa con la versión de su tiempo de George que nunca se corrompió tras su muerte, se vuelve la fundadora de una exitosa corporación conocida como la Corporación Boutique y da a luz a su hija, Hagumi Nono.
Saaya Yakushiji (薬師寺 さあや Yakushiji Saaya?) / Cure Ange (キュアアンジュ Kyua Anju?)
Seiyu: Rina Hon'izumi
Una chica de 14 años y estudiante de segundo año de secundaria en la Academia L'Avenir, compañera de Hana. Ella es la representante de la clase de Hana y es conocida por ser responsable e inteligente, aunque es algo competitiva y orgullosa, como se ve cuando busca competir contra Ruru ocasionalmente para demostrar quien es la mejor. Al principio es presentada como una actriz famosa que empezó su carrera en una etapa infantil gracias a que su madre es una famosa actriz. Sin embargo, a lo largo de la serie Saaya tiene dudas sobre si seguir o no los pasos de su madre, pues prefiere los estudios por encima de la actuación, siendo que eventualmente decide dejar la actuación para estudiar medicina. Como Cure Ange, tiene un motivo es de enfermera y ángel, y es conocida como la Pretty Cure de la Sabiduría, y su color temático es el azul. Ella se presenta diciendo "¡Curando a todos! La Pretty Cure de la Sabiduría! Cure Ange!" (みんなを癒す！知恵のプリキュア！キュアアンジュ！ Min'na wo Iyasu! Chie no Purikyua! Kyua Anju!?). Para el año 2030, ella se convierte en una exitosa médica cirujana especializada en obstetricia, ayudando a Hana a dar a luz a su hija Hagumi.
Homare Kagayaki (輝木 ほまれ Kagayaki Homare?) / Cure Étoile (キュアエトワール Kyua Etowāru?)
Seiyu: Yui Ogura
Una chica de 14 años y estudiante de segundo año de secundaria en la Academia L'Avenir en la clase de Hana y Saaya, que es conocida por estar a la moda y ser madura, aunque también suele mostrar actitudes "muy masculinas". Alguna vez fue una patinadora artística, pero lo dejó después de no poder completar un salto y lastimarse. Su lesión finalmente sanó, pero se asustó demasiado para intentar patinar de nuevo y, como resultado, desarrolló problemas de autoestima que la hicieron creer que no era capaz de hacer nada o ser tan buena. Tiene una personalidad madura y masculina, pero también disfruta de las cosas lindas. A lo largo de la serie, ella desarrolla sentimientos por Harry y finalmente se confiesa, pero es rechazada debido a que Harry amá a alguien más. Inicialmente, esto la entristece, pero decide ayudar a salvar su futuro y regresar a su carrera de patinaje artístico. Como Cure Étoile, tiene un motivo azafata y de estrellas, y es conocida como la Pretty Cure de la Fuerza, y su color temático es el amarillo. Ella se presenta diciendo "¡Haciendo brillar a todos! La Pretty Cure de la Fuerza! Cure Étoile!" (みんな輝！力のプリキュア！キュアエトワール！ Min'na Kagayake! Chikara no Purikyua! Kyua Etowāru!?). Para el año 2030, ella se convierte en una exitosa patinadora artística, ganando el primer lugar en un torneo internacional. También aparece apoyando a Hana a dar a luz a su hija Hagumi.
Emiru Aisaki (愛崎 えみる Aisaki Emiru?) / Cure MaCherie (キュアマシェリ Kyua MaSheri?)
Seiyu: Nao Tamura
Una niña de 12 años y estudiante de sexto grado en la escuela primaria que es compañera de clase de la hermana menor de Hana, Kotori Nono. Ella adora a las Pretty Cure y una vez se disfrazó de ellas, buscando imitarlas bajo el nombre de "Cure Emiru", pero a veces puede ser alborotadora y molesta, además de que termina sus oraciones con la muletilla "~pienso yo" ("~nanodesu"). Más tarde descubre las identidades de las Cures y se hace amiga de la androide Ruru, exmiembro de la Corporación Criasu, con quien promete convertirse juntas Pretty Cures. Es la menor de una gran familia adinerada que esperan que siga los roles de género y clase en los que han vivido, pero ella en secreto aspira a ser una artista musical, algo que tras revelarse su familia desaprueba, principalmente su hermano mayor, (siendo defendida por Ruru), y posteriormente su abuelo. Eventualmente las dos logran cumplir su sueño al tratar de salvar a Hana, cuando el último PreHeart que nace de Emiru se divide en dos, lo que le permite a ella y a Ruru convertirse en un dúo Pretty Cure. Como Cure MaCherie, tiene un motivo de Lolita y Guitarrista, al igual que Ruru, y es conocida como la Pretty Cure del Amor y la Canción, y su color temático es el rojo. Ella se presenta diciendo "¡Amando a todos! La Pretty Cure del Amor y la Canción! Cure MaCherie!" (みんな大好き！愛のプリキュア！キュアマシェリ！ Min'na Daisuki! Ai no Purikyua! Kyua Masheri!?). Para el año 2030, ella se convierte en una cantante y con el dinero de su familia comisiona con el Dr. Traum del presente la creación de Ruru en su línea temporal, teniendo esta versión de Ruru la apariencia de una niña pero manteniendo por alguna razón las memorias de su contraparte del futuro alterno.
Ruru Amour (ルールー・アムール Rūrū Amūru?) / Cure Amour (キュアアムール Kyua Amūru?)
Seiyu: Yukari Tamura
Una androide que originalmente trabajaba como miembro de la Corporation Criasu en la sucursal de Azababu y fue la tercera de sus miembros en atacar. El Dr. Traum la construyó a semejanza de su hija fallecida y designó bajo el nombre RUR-9500. Es tranquila y reservada e inicialmente se dedica a ayudando Listol y a los demás trabajadores de la Corporación Criasu atacando con platillos voladores como armas. Ella se infiltra en la casa de Hana mientras altera la memoria de la madre de Hana, Sumire, para espiar a las Cures y luego roba el PreHeart de Homare por órdenes de Papple. Sin embargo, ella le devuelve el objeto a Homare después de cambiar de opinión tras encariñarse de Hugtan haberse vuelto amiga de Hana, Saaya y Homare, lo que hace que Papple la destruya y la lleve para ser reparada y reprogramada, mejoradada para que esté orientada al combate, y sus recuerdos se borran. Pero mientras se enfrenta a las Cures nuevamente, Ruru recupera sus recuerdos y se reconcilia con ellas, abandonando la Corporación Criasu. Más tarde, después se amista con las Pretty Cure y Emiru, y se da cuenta de que quiere convertirse en una Pretty Cure con Emiru, aunque teme que eso nunca pasará porque no es un ser humano sino una máquina. Eventualmente las dos logran cumplir su sueño al tratar de salvar a Hana, cuando el último PreHeart que nace de Emiru se divide en dos, lo que le permite a ella y a Ruru convertirse en un dúo Pretty Cure. Como Cure Amour, tiene un motivo Lolita y Guitarrista, al igual que Emiru, y es conocida como Pretty Cure del Amor y la Danza, y su color temático es el púrpura.  Ella se presenta diciendo "¡Amando a todos! La Pretty Cure del Amor y la Danza! Cure Amour!"みんな大好き！愛のプリキュア！キュアアムール！ (Min'na Daisuki! Ai no Purikyua! Kyua Amūru!?). Al final de la historia, Ruru regresa junto a su padre y al resto de los personajes provenientes del futuro a su línea de tiempo original, prometiendo ser la mejor amiga de Emiru por siempre y encontrarla en su tiempo, además de traer la música al futuro oscuro que desconoce la existencia de la música. Para el año 2030 en la nueva línea de tiempo, la Ruru del presente es construida por el Dr. Traum del presente en la forma de una niña, a petición de Emiru. A pesar de no conocerla, la Ruru niña del presente parece retener las memorias de Ruru y se amista con Emiru.

### Mascotas y Aliados
Hugtan (はぐたん Hagu-tan?) / Hagumi Nono (野乃 はぐみ Nono Hagumi?) / Cure Tomorrow (キュアトゥモロー Kyua Tumorō?)
Seiyu: Konomi Tada
Una bebé misteriosa que posee el Cristal Mirai blanco, habiendo llegado del futuro al presente al lado de Harry, quien cuida de ella en su forma de humano. Más tarde se revela que Hugtan es el disfraz de una Pretty Cure del futuro llamada Cure Tomorrow, de quien se decía que poseía el poder de Mother Heart, siendo ella. Después de que su línea de tiempo fuera conquistada por Criasu Corporation y sus compañeras de equipo fueran capturadas, ella usó el poder del cristal para escapar al 2018 junto con Harry, a quien salvó de convertirse en un monstruo. Sin embargo, se convirtió en un bebé como resultado del gran uso de su poder. Ella es sensible a la energía creadora del mañana llamada Tomorrow Power y puede usarla para purificar a Oshimaida a costa de agotarse y quedarse en un sueño profundo. Mientras madura lentamente, se dice que necesita el poder de los ocho Cristales Mirai para recuperar su verdadera forma por completo. En el epílogo de la serie, y tras regresar al futuro de su línea de tiempo alterna con la derrota de George, en 2030, se revela que ella es la hija de Hana y George, Hagumi Nono. Hagumi y Harry regresan por un breve periodo de su línea de tiempo alterna para ver el nacimiento de la Hagumi bebé del presente, quien si podrá crecer con su madre y sin que su padre se corrompa. El color es el blanco y su tema es el futuro.
Hariham Harry (ハリハム・ハリー Harihamu Harī?)
Seiyu: Jun Fukushima (humano); Junko Noda (hada)
Un hada hámster que proviene del futuro, habiendo sido parte de un clan de hadas parecidas a roedores llamado Clan Harihari del municipio de Harihari. Después de que una pandemia azotó a su clan, él, Listol y Bicine se unieron a la Corporación Criasu (Mañana Oscuro) después de que les dijeran que recibirían una cura, adquiriendo formas humanas en el proceso. Sin embargo, fueron engañados y su aldea fue incendiada. Más tarde, Henri traicionó a la Corporación Criasu acudió al rescate de Cure Tomorrow, sólo para convertirse en un monstruo. Sin embargo, ella lo salvó y él escapó con ella hasta una línea alterna de 2018, convirtiéndose en su cuidador y mentor de las Pretty Cure. Habla en dialecto de Kansai y puede transformarse en una forma humana autoproclamada como "un hombre hermoso". Abre un salón de belleza conocido como "Beauty Harry" (ビューティーハリー Byūtī Harī?) que sirve como base secreta del grupo. En el episodio 25, su pasado se revela cuando Bicine lo confronta y le quita su collar mágico para obligarlo a regresar a la Corporación Criasu. Sin embargo, Cure Étoile logra salvar a Harry y él se mantiene firme en luchar contra Criasu junto a las Cures. Posteriormente Homare se le declara pero el la rechaza porque esta enamorado de Hagumi, con quien regresa a su línea del futuro una vez que los villanos son derrotados. En el año 2030, se le ve a su contraparte del presente como un bebé junto a Listol y a Bicine al lado de las mascotas de Homare Mogumogu y Lily, viviendo en armonía, mientras Harry regresa por unos momentos con Hagumi para presenciar su nacimiento en la nueva línea de tiempo.
Henri Wakamiya (若宮 アンリ Wakamiya Anri?) / Cure Infini (キュアアンフィニ Kyua Anfini?)
Seiyu: Toshiyuki Someya, Natsu Yorita (niño)
Amigo de la infancia de Homare y patinador que estudio en Rusia, que es un hāfu de ascendencia francesa y japonesa, siendo un chico de rasgos delicados y algo "afeminado". A lo largo de la serie este se va volviendo más cercano al grupo de las Pretty Cure y en ocasiones tiene roces con Masato, el hermano de Emiru, debido a su personalidad misógina y homófoba, aunque demuestra ser un gran amigo al ayudar a Ruru a defender a Emiru de Masato usando un vestido frente a Masato para desafiar sus estándares de género. Poco a poco los dos dejan sus diferencias y comienzan a volverse amigos muy cercanos. En el episodio 42, se ve involucrado en un accidente de tráfico y se rompe la pierna izquierda, lo que le impide competir en una próxima competición, y a pesar de los intentos de Homare, Masato y las demás por animarlo no tienen éxito. Como resultado, duda de su futuro y se convierte brevemente en miembro de la Corporación Criasu al ser reclutado por Listol. Posteriormente descubre la identidad de las Cure y es purificado por Yell y las demás. A través de un milagro con Mirai Brace, Henri se recupera y se convierte temporalmente en Cure Infini para derrotar a Listol y luego se une a las Cures junto a Masato y los demás personajes en la batalla final contra George. Como Cure Infiniti el Pretty Cure de la Valentía, tiene un motivo de patinador de hielo y un cisne, y su color es el verde, siendo el primer Pretty Cure varón. El se presenta diciendo "¡Dando valor a todos! Brillando en el Futuro! ¡Sí, eso es ser Precure! Cure Infini!" (みんなを励まし！未来へ輝く！そうだ、それはプリキュアだ！キュアアンフィニ！ Min'na o hagemashi! Mirai e kagayaku! Sōda, soreha purikyuada! Kyuaanfini!?). Para el año 2030, logra convertirse en patinador y se le ve en una competencia siendo animado por Masato.
Masato Aisaki (愛崎 正人 Aisaki Masato?)
Seiyu: Yukari Shimotsuki
El hermano mayor de Emiru. Empieza siendo un chico misógino y homófobo que se rehúsa a que su hermana menor se salga de las normas de su familia y siga su sueño de ser cantante, además de ocasionalmente tener roces con Henri, a quien denigra por sus gustos "femeninos". Es convertido en un Oshimaida por Gelos, JinJin y Takumi en el episodio 19 después de que Henri le reclamará por su actitud y al ser purificado ambos se reconcilian y poco a poco se vuelven amigos muy cercanos. Masato pasa a volverse un aliado de las Cure y eventualmente cambia de parecer, al defender a Emiru de su abuelo del mismo modo en que Ruru y Henri hicieron con el. Durante la pelea final contra George, toma temporalmente la forma de un Cure patinador, del mismo modo que Henri, de color azul, y junto a todos los otros personajes transformados temporalmente en Pretty Cures ayudan a las Pretty Cure en la pelea final. Para el año 2030, logra se le ve en una competencia de patinaje artístico animando a Henri junto a toda su familia.
Mother Heart (マザー・ハート  Maza Hāto?)
Un misterioso ser de luz que parece provenir del Cristal Blanco Mirai de Hugtan, siendo ella quien dio poder y eligio a Hana, Saaya, Homare y Emiru como portadoras de los Cristales Mirai Rosa, Azul, Amarillo y Rojo. Su poder posteriormente permite que tanto Ruru como Emiru se conviertan en Cures al dividir el Cristal Mirai Rojo en dos, creando el cristal Mirai Púrpura, y también participa en el ataque grupal Tomorrow With Everyone. Se dice que Hugtan y sus compañeras poseían su poder como Cure Tomorrow y las Cures del futuro, en parte por qué George iba tras ella. Posteriormente se revela que es el espíritu de la Hana del futuro de la línea alterna, y tras la derrota de George parece que la misma ayuda a que este supere su partida y deje atrás sus planes.

### Corporación Criasu (Corporación Mañana Oscuro)
La Corporation Criasu (Mañana Oscuro) (クライアス社 Kuraiasu Sha?, Criasu Co., Ltd.) son los principales antagonistas de la serie que se originan en un futuro lejano y tienen como objetivo obtener los Cristales Mirai como parte del plan de su líder, George Kurai, para detener el tiempo permanentemente en un punto en "donde todos puedan ser felices". Se desconoce cuándo se fundó la corporación, pero su sucursal Azababu se fundó en 2018. "Criasu" (クライアス Kuraiasu?) se deriva de  (暗い明日 Kurai Asu?) que se puede traducir como "Mañana oscuro". Los empleados de la Sucursal de Azababu (あざばぶ支社 Azababu Shisha?) de Criasu Corporation tienen el poder de extraer energía de las personas mediante el uso de Negative Wave (ネガティブウェーブ Negatibu Uēbu?), permitiéndoles crear monstruos llamados Oshimaida.
George Kurai (ジョージ・クライ Jōji Kurai?)
Seiyu: Junpei Morita 
El presidente de la Corporación Criasu y principal antagonista de la serie. Un hombre de pelo negro y atractivo que, si bien parece ser de buen corazón y sofisticado, en realidad es una figura delirante y manipuladora dispuesta a lograr sus objetivos a cualquier precio, quien parece tener una obsesión con Hana. Busca el poder de los Cristales Mirai para quitarle el futuro a la Tierra congelando el tiempo en un momento de eterna alegría, afirmando que la gente de su tiempo está siendo consumida por la oscuridad en sus corazones. George asume una forma humana para investigar a las Pretty Cures en el presente antes de revelarse. Finalmente comienza sus planes finales, tras quedarse solo, congelando el tiempo y convirtiendo su propio cuartel general en un monstruo gigante para capturar a Hugtan. Cuando esto falla, asume su verdadera forma para luchar contra Cure Yell antes de que la gente de Hakugumi la ayude y las Cures lo purifican durante su enfrentamiento final. Cuando el edificio de la Corporación Criasu se derrumba, George tiene un último momento con Hana antes de partir hacia un lugar desconocido, siendo el único villano en permanecer en el presente. Más tarde se revela que él era el marido de Hana y padre de Hagutan, o Hagumi, en la línea de tiempo original, pero una tragedia desconocida acabó con Hana (convirtiéndola en Mother Heart) y actuó como catalizador de sus acciones, lo que provocó que desarrollara una obsesión con la Hana del presente. En el año 2030, se muestra a su contraparte actual corriendo para llevarle flores a Hana, su esposa, en el hospital tras el nacimiento de su hija, de modo que este George nunca se corrompe como el George del futuro.
Listol (リストル Risutoru?)
Seiyu: Shin-ichiro Miki
El secretario de la Corporación Criasu y mano derecha de George Kurai, es un hada parecida a una ardilla que toma la forma de un hombre de pelo azul largo, vestido con ropa azul y una capa gris oscuro. Es una persona estricta que actúa en aras de los objetivos de la empresa y, al mismo tiempo, se preocupa por sus seres queridos, especialmente por Bicine y Harry, a quienes ve como hermanos menores. Los tres fueron engañados por George para que trabajara para la Corporación Criasu después de que les prometieran falsamente una cura para sus amigos. Las Cures lo purifican en el episodio 39 y el episodio 41 muestra que Kurai ha alterado sus recuerdos para no recordar a Harry. En el episodio 47, Kurai lo envía a luchar contra las Cures por última vez, pero es purificado nuevamente con ayuda de Harry y Bicine.  Posteriormente regresa a su línea del futuro con Harry y todos sus compañeros de la Corporación al futuro de la línea de tiempo alterna. En el año 2030, se ve a su contraparte del presente como un bebé junto a Harry, Bicine, Mogumogu y la gata Lily.
Bicine (ビシン Bishin?)
Seiyu: Satomi Arai
El especialista en clientes de la sucursal de Azababu de la Corporación Criasu y ex-amigo de Harry. Es un hada parecida a un hámster que adopta la forma de un chico de rasgos afeminados pero feroz, de pelo blanco largo que lleva vendas y posee grandes garras negras, siendo el sexto miembro en atacar. Junto con Harry y Listol, fue engañado para que trabajara para la Corporación Criasu con falsos pretextos y fue encarcelado dentro de la empresa debido a sus peligrosos poderes. Pero Listol finalmente lo libera para derrotar a las Pretty Cure, a quien Bicine considera un obstáculo para recuperar a Harry, particularmente a Cure Ètoile a quien ve como "rival". En el episodio 47, se convierte en Mou-Oshimaida para enfrentarse a las Cures al sentir que Harry y Listol ya no lo aman, pero es purificado con la ayuda de Harry y deja la organización. Posteriormente regresa a su línea del futuro con Harry y todos sus compañeros de la Corporación al futuro de la línea de tiempo alterna. En el año 2030, se ve a su contraparte del presente como un bebé junto a Harry, Listol, Mogumogu y la gata Lily.
Dr. Traum (ドクター・トラウム Dokutā Toraumu?)
Seiyu: Takaya Hashi
El consejero de la sucursal de Azababu de Criasu Corporation, un científico de edad media que es el cuarto miembro en atacar junto a Daigan. Es el padre y creador de Ruru Amour, a quien creó con la intención de reemplazar a su hija, quien falleció. Desarrolla inventos para usar contra las Cures y posee la capacidad de convertir a Oshimaida de sus compañeros en Mou-Oshimaida. En los episodios 36 y 37, diseña un mecha a su imagen que manipula el tiempo para congelar el tiempo en la Tierra y se convierte en Oshimaida para enfrentarse a todas las Pretty Cure hasta la fecha en el episodio 37 estilo All Stars antes de ser derrotado. Luego deja la Corporación Criasu y se reconcilia con Ruru al pedir disculpas por no cuidar de ella, y pide que lo llame "papá" para molestia de Ruru. Posteriormente regresa con Ruru y todos sus compañeros de la Corporación Criasu al futuro de la línea de tiempo alterna. En el año 2030, su contraparte del presente crea a la contraparte del presente de Ruru, en forma de una niña, a petición de Emiru.
Daigan (ダイガン Daigan?)
Seiyu: Masanori Machida
El jefe de la sucursal de Azababu de la Corporación Criasu, siendo el cuarto miembro en atacar junto al Dr. Traum. En el episodio 23, intenta atacar a las Cures, pero el Dr. Traum lo apuñala por la espalda y resulta gravemente herido. En el episodio 24, se revela que fue purificado junto con Papple, quien lo recluta para su agencia de talentos. En el episodio 38, se vuelve a unir brevemente con Criasu después de estar insatisfecho con su trabajo, pero las Cures lo purifican nuevamente y este regresa al lado de Papple y Charlaleet en su agencia de talentos. Posteriormente regresa con todos sus compañeros de la Corporación al futuro de la línea de tiempo alterna. En el año 2030, se le ve a su contraparte del presente como enfermero asistente de Saaya.
Gelos (ジェロス Jerosu?)
Seiyu: Yūko Kaida
La directora general de la sucursal de Azababu de la Corporación Criasu, una mujer joven que viste un vestido rojo y negro con un abrigo amarillo, estando acompañada de sus guardaespaldas JinJin y Takumi como un trío, siendo los quintos miembros del grupo en atacar. Tiene una personalidad encantadora, pero odia emociones como la amistad y el amor y teme perder su juventud, a pesar de ser realmente una chica joven. Es la rival de Papple y, a veces, habla inglés. En el episodio 34, su desesperación por perder a JinJin y Takumi, recriminada y aumentada por el desprecio de George, hace quese transforme así misma en una nueva forma con una apariencia salvaje y una personalidad cruel. En el episodio 45, usa el dispositivo de congelación del tiempo para absorber a Prickly Powerer y se convierte en un Mou-Oshimaida para mantener su belleza y no volver a ser rechazada por ninguna persona. Se enfrenta a las Cures por última vez antes de dejarse purificar con la ayuda de JinJin y Takumi, quienes regresan a su lado. Posteriormente regresa todos sus compañeros de la Corporación al futuro de la línea de tiempo alterna. En el año 2030, se la ve a su contraparte del presente como estudiante junto a Charaleet, Jinjin y Takumi, siendo los cuatro estudiantes normales de secundaria.
JinJin (ジンジン JinJin?) & Takumi (タクミ Takumi?)
Seiyu: Yoshio Kojima (JinJin) & Louis Yamada LIII (Takumi) 
Los dos jóvenes guardaespaldas personales de Gelos, a quien ayudan en todos sus planes que le son asignados por George, actuando como un trío, siendo los quintos miembros del grupo en atacar. En el episodio 31, Gelos los culpa de sus fracasos y estos le roban su dispositivo de congelación del tiempo, lo que accidentalmente los fusiona en una Oshimaida que las Cures purifican. Después de ser purificados ambos dejan a Gelos, de la misma manera en que George comienza a despreciarla por causar la pérdida de ambos de su grupo. JinJin trabaja en un puesto de comida y Takumi trabaja como trabajador de la construcción. Más tarde desempeñan un papel en acercarse a Gelos cuando ella se convierte en Mou-Oshimaida, ayudando en su purificación, y posteriormente reuniéndose y volviendo a ser amigos. Posteriormente regresan con Gelos y todos sus compañeros de la Corporación al futuro de la línea de tiempo alterna. En el año 2030, se ve a sus contrapartes del presente como estudiantes de secundaria junto a Charaleet y Gelos, siendo los cuatro estudiantes normales de secundaria.
Papple (パップル Pappuru?)
Seiyu: Sayaka Ōhara
La hermosa y encantadora jefa de sección de la sucursal de Azababu de Criasu Corporation, que viste un abrigo de piel y sostiene un abanico, siendo la segunda miembro del grupo en atacar, además de la exjefa de Ruru y Charaleet, siendo ella quien destruyó en un principio a Ruru para reprogramarla solo para que esta la traicione y se convierta en Cure Amour. Originalmente era amante de George Kurai, pero cae en la desesperación al enterarse de que él la engañó con Gelos, algo provocado a propósito por George debido a los fracasos de Papple. En el episodio 22, ella se transforma en un Oshimaida con su desesperación para enfrentarse a las Cures por última vez, pero MaCherie y Amour logan  ella se purificarla después de que le dicen que todavía tiene amor y debe amarse así misma. Desde entonces, abrió su propia agencia de talentos junto a Charaleet y posteriormente Daigan, y posteriormente regresa con todos sus compañeros de la Corporación al futuro de la línea de tiempo alterna. En el año 2030, su contraparte del presente se encuentra en el aeropuerto con Homare, que se va al hospital para ayudar a Hana, ofreciendo a Homare ser su agente.
Charaleet (チャラリート Chararīto?)
Seiyu: Fukushi Ochiai
El secretario jefe de la sucursal de Azababu de la Corporación Criasu, un joven de piel bronceada y pelo rubio, de actitud bromista que viste una camisa sin mangas y que es el primero de los miembros de la Corporación Criasu en atacar. En el episodio 11, Papple, en nombre de George, le da una última oportunidad de demostrar su valía y se convierte a la fuerza en un Oshimaida para enfrentarse a los Cures, pero estos lo derrotan con el nuevo poder de las Melody Swords. Después de su purificación, Charaleet deja Criasu y se convierte en una celebridad de Internet y en "el rival de Harry" como "hombre guapo", abriendo una agencia de talentos junto a Papple y Daigan cuando estos dejan la Corporación Criasu, y posteriormente regresa con todos sus compañeros de la Corporación al futuro de la línea de tiempo alterna. En el año 2030, se le ve a su contraparte del presente como un estudiante normal junto a Gelos, Jinjin y Takumi, siendo los cuatro estudiantes normales de secundaria.
Oshimaida (オシマイダー Oshimaidā?)
Seiyu: Oolongta Yoshida
Los monstruos de la serie, que los empleados de la Corporación Criasu crean a partir de aquellos rebosantes de energía negativa. Con la aparición de George Kurai en el presente desde el episodio 23, emerge un tipo más poderoso de Oshimaida llamado Mou-Oshimaida (猛オシマイダー Mō-Oshimaidā?, Wild Oshimaida), creados por el Dr. Traum a petición de George. Sus nombres vienen de la expresión japonesa "es el fin", para denotar una gran tristeza.

### Familias de las Pretty Cure
Shintarou Nono (野乃 森太郎 Nono Shintarō?)
Seiyu: Yasuhiro Mamiya
El padre de Hana, que es el gerente de un ferretería llamada Hugman.
Sumire Nono (野乃 すみれ Nono Sumire?)
Seiyu: Natsuko Kuwatani
La madre de Hana, que es escritora.
Kotori Nono (野乃 ことり Nono Kotori?)
Seiyu: Amina Sato
La hermana menor de Hana, que tiene la costumbre de burlarse de ella por su actitud optimista e infantil. También es una amiga cercana de Emiru.
Tanpopo Anno (庵野たんぽぽ Anno Tanpopo?)
Seiyu: Kikuko Inoue
La abuela materna de Hana, propietaria de una tienda de wagashi llamada Dandelion Hall que es famosa por su dorayaki.
Sousuke Anno (庵野草介 Anno Sousuke?)
Seiyu: Eiji Takeuchi
El difunto abuelo materno de Hana, un famoso chef conocido por su receta "Manju of Hope".
Shuji Yakushiji (薬師寺 修司 Yakushiji Shūji?)
Seiyu: Hiroki Tasaka
El padre de Saaya, que se encarga de las tareas del hogar mientras su esposa está ocupada con su carrera de actriz.
Reira Yakushiji (薬師寺 れいら Yakushiji Reira?)
Seiyu: Maya Okamoto
La madre de Saaya, que es una actriz famosa, Saaya describe su personalidad como "ちょっと不器用で、でもすっごくがんばり屋 (Chotto bukiyō de, demo suggoku ganbariya.?). Cuando Saaya decide renunciar a ser una actriz para estudiar medicina Reira esta tan devastada que es convertida en un Oshimaida por Listol, pero es salvada por su hija y esta logra aceptar que Saaya no siga sus pasos.
Chitose Kagayaki (輝木ちとせ Kagayaki Chitose?)
Seiyu: Tōko Aoyama
La madre de Homare, que es operadora de grúa, ella y su esposo se divorciaron cuando Homare era joven.
Mogumogu (もぐもぐ Mogumogu?)
Seiyu: Natsumi Kawaida
El perro adoptivo de Homare, a quien encontró después de salvarlo de ser atropellado por un camión.
Chiyo Kagayaki (輝木ちよ Kagayaki Chiyo?)
Seiyu: Kaoru Katakai
La abuela de Homare.
Kikuzou Kagayaki (輝木喜久蔵 Kagayaki Kikuzou?)
El abuelo de Homare.
Haidon Aisaki (愛崎 俳呑 Aisaki Haidon?) & Miyako Aisaki (愛崎 都 Aisaki Miyako?)
Seiyu: Toru Nomaguchi (Haidon) y Nobue Iketani (Miyako)
El padre y la madre de Emiru y Hayato, quienes luego dan la bienvenida a Ruru y su amistad con Emiru. Son extravagantes y dramáticos, vistiendo con ropas de estilo victoriano. Antes permitían que Bakú, abuelo de Emiru, la controlara y no la dejará ser cantante y le impusiera ser una señorita de sociedad, pero con ayuda de Hayato y Henri le hicieron cambiar de parecer en sus perspectivas de género.
Bakú Aisaki (愛崎 俳呑 Aisaki Bakú?)
Seiyu: Keiichi Noda
El abuelo de Emiru, quien es el jefe del Conglomerado Aisaki. Un hombre antiguo estancado en sus métodos tradicionales, no queriendo que Emiru ni Hayato desafíen su modo de pensar. Es víctima de Bicine, y posteriormente aprende a que las cosas cambian, permitiendo que Emiru pueda perseguir su sueño de ser una cantante.

### Academia L'Avenir
Uchifuji (内富士 Uchifuji?)
Seiyu: Daisuke Namikawa
El profesor de clases de Hana, Saaya, Homare y Ruru.
Umehashi (梅橋 Umehashi?)
Seiyu: Masashi Tamaki
El profesor de educación física en L'Avenir Academy y el entrenador de patinaje de Homare y Henri.
Junna Tokura (十倉 じゅんな Tokura Junna?), Aki Momoi (百井 あき Momoi Aki?), Hinase Amano (阿万野 ひなせ Amano Hinase?) & Fumito Chise (千瀬 ふみと Chise Fumito?)
Seiyu: Maria Naganawa (Junna), Afumi Hashi (Aki), Yoshitaka Yamaya (Hinase) & Katsumi Fukuhara (Fumito)
Las compañeras de clase de Hana, Saaya, Homare y Ruru.

### Otros Personajes
Ranze Ichijou (一条 蘭世 Ichijō Ranze?)
Seiyu: Aya Suzaki
Una chica que es actriz y rival de Saaya, quien fue víctima de Ruru cuando trabajaba para la Corporación Criasu. Posteriormente se deprime al saber que Saaya dejará la actuación, pero ambas prometen esforzarse en sus metas y ser las mejores actriz y médica en el futuro.
Rita Yoshimi (吉見 リタ Yoshimi Rita?)
Seiyu: Kintarō
Una genia diseñadora de modas, amiga de Henri y las protagonistas.
Yuuka Uchifuji (内富士 ゆか Uchifuji Yūka?)
Seiyu: Kaori Nazuka
La esposa del profesor Uchifuji.

### Personajes Exclusivos de Pretty Cure Super Stars!
Usobakka (ウソバーッカ Usobākka?) / Dark Onibi (闇の鬼火 Yami no Onibi?)
Seiyu: Kazuki Kitamura
El antagonista principal de PreCure Super Stars!. Un demonio engañoso y manipulador que influyó en Clover, amigo de la infancia de Hana, para que odiara a Hana por no cumplir su promesa de seguir siendo amigos. Sella a todas las Pretty Cures excepto a Hana, Ichika Usami (Cure Whip) y Mirai Asahina (Cure Miracle) en su cuerpo para que sean petrificadas. Mientras Hana convence a Clover para que las ayude a encontrar una forma de escapar, Ichika y Mirai defienden a Usobakka antes de que ellas y el resto de sus equipos escapen de su cuerpo. Con el poder de Clover y las Luces Milagrosas, pueden derrotarlo, y el fantasma de Clover hace las paces con él y Hana antes de desvanecerse.
Clover (クローバー Kurōbā?)
Seiyu: Kenshō Ono
Un chico misterioso que conoció a Hana cuando ella era joven y cayó bajo la influencia de Usobakka, pues el la odiaba después de que ella no cumpliera su promesa de ser amigos por siempre. Si bien Hana logra persuadir a Clover para que regrese a su lado como su amigo, este al final se sacrifica para permitir que las Pretty Cures se transformen y derroten a Usobakka, y su espíritu hace las paces con Hana y Usobakka antes de desaparecer.

### Personajes Exclusivos de Hug! Pretty Cure Futari wa Pretty Cure: All Stars Memories
Miden (ミデン Miden?)
Seiyu: Mamoru Miyano
El antagonista principal de Hug! Pretty Cure Futari wa Pretty Cure: All Stars Memories. Un Teru teru bōzu que se origina a partir de una cámara y roba los recuerdos y poderes de las Pretty Cure, convirtiéndolas en bebés. También pueden hacer versiones más pequeñas de sí mismo que pululan a su alrededor como langostas. A pesar de su personalidad infantil, en realidad se siente solo y deprimidos porque carecen de recuerdos originales. Después de que Cure Yell lo consuela, es purificado por las 55 Pretty Cures hasta el momento, que le transmiten sus sentimientos, liberándolo finalmente de su dolor. Se le ve por última vez como la misma cámara de la que se originó, que Hana usa para tomar fotografías de ella y las demás Pretty Cure.